# بيت حسن ياسين (عبس)

تعديل مصدري - تعديل

بيت حسن ياسين هي إحدى قرى عزلة بني حسن بمديرية عبس التابعة لمحافظة حجة، بلغ تعداد سكانها 184 نسمة حسب تعداد اليمن لعام 2004.